# سارتباش
سارتباش (به لاتین: Sartbash) یک منطقهٔ مسکونی در روسیه است که در باشقیرستان واقع شده‌است.